# كلارا إتش هاس
كلارا إتش هاس (بالإنجليزية: Clara H. Hasse) هي اخصائية فطريات وعالمة نبات أمريكية، ولدت في 1880، وتوفيت في 10 أكتوبر 1926 في مسكيغون في الولايات المتحدة.